# Louis-Paul Mfédé
Louis-Paul Mfédé (Yaoundé, 26 febbraio 1961 – Yaoundé, 10 giugno 2013) è stato un calciatore camerunese, di ruolo centrocampista.

## Carriera
Con la Nazionale camerunese ha partecipato al Torneo Olimpico 1984 di Los Angeles e alle edizioni 1990 e 1994 dei Mondiali di calcio e all'edizione 1992 della Coppa d'Africa (2 presenze).

## Palmarès

### Club

#### Competizioni nazionali
- Campionato camerunese: 2

Canon Yaoundé: 1982, 1991
- Coppa del Camerun: 2

Canon Yaoundé: 1982, 1991